# Aegires gardineri
Espèce
Synonymes
- Notodoris gardineri Eliot, 1906 (protonyme)

Aegires gardineri ou Notodoris gardineri est une espèce de mollusques nudibranches de la famille des Aegiridae.

## Distribution
Cette espèce se rencontre dans la zone tropicale Indo-ouest-Pacifique, de l'archipel des Maldives et Laquedives à l'Australie.

## Habitat
Son habitat est la zone récifale externe, sur les sommets ou sur les pentes, fréquemment rencontrée entre 7 et 15 m de profondeur.

## Description

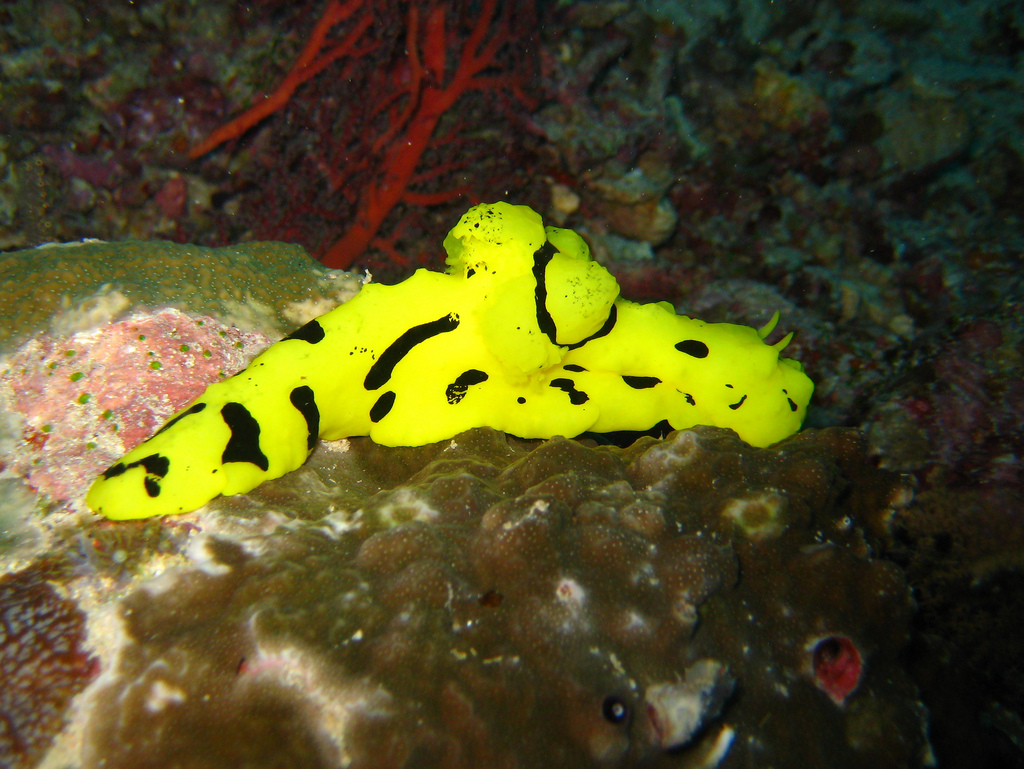

Cette espèce peut mesurer plus de 10 cm.
Selon la zone géographique, la couleur de fond de l'animal peut varier. En effet, dans les archipels des Maldives et Laquedives, le corps est plutôt noir avec des taches jaunes alors que dans le reste de la zone de répartition le corps est jaune avec des taches noires.
Le nombre et la taille des taches varient d'un individu à l'autre. Les branchies se situent au centre de la face dorsale, elles sont jaunes et protégées par trois lobes arrondis.
Le corps est rigide et protégé par de petits spicules. Les rhinophores sont lisses, simples, jaunes et rétractiles.
Aegires gardineri peut être confondu avec Aegires minor, dont la teinte du corps est également jaune avec du noir sauf que pour ce dernier le noir forme des lignes sur le corps et non des taches.

## Éthologie
Ce « Notodoris » est benthique et diurne, se déplace à vue sans crainte d'être pris pour une proie.

## Alimentation
Aegires gardineri se nourrit principalement, d'après les observations actuelles, d'éponges calcaires de la famille des Leucettidae comme Pericharax heterographis ou Leucetta primigenia.

## Publication originale
- Eliot, 1906 : The fauna and geography of the Maldive and Laccadive Archipelagoes. Cambridge University Press, vol. 2, p. 540–573.